# José Adelino Serrasqueiro
José Adelino Serrasqueiro (Castelo Branco, 22/12/1835 - ?) foi bacharel em Medicina e Filosofia pela Universidade de Coimbra, professor de matemática no Liceu Central de Coimbra e sócio efetivo do instituto da mesma cidade